# 壯裙魚
壯裙魚，為輻鰭魚綱脂鯉目脂鯉亞目脂鯉科的其中一個種，分布於南美洲瓦倫西亞湖及Guarico河流域，體長可達4.1公分，棲息在底中層水域，生活習性不明。